# Mr. Bean (animatieserie)
Mr. Bean (Engels: Mr. Bean: The Animated Series) is een animatieserie uit 2002, gebaseerd op de Britse televisieserie over het komische personage Mr. Bean, vertolkt door Rowan Atkinson. De personages uit de echte serie zijn Mr. Bean, Irma Gobb, Teddy en de mysterieuze bestuurder van het driewielig lichtblauwe busje. Het toegevoegde personages is Mrs. Wicket, de huisbazin van Bean, samen met haar gemene kat Scrapper.

## Kenmerken
De reeks kenmerkt zich, net als de gewone Mr. Bean-serie, door weinig daadwerkelijke dialoog, meestal met kleine geluidjes of mompelen. Rowan Atkinson verstrekte zelf de stem voor Bean, en alle geanimeerde acties van Bean zijn een idee van Atkinson zelf. De stemmen van andere personages zijn van Jon Glover, Rupert Degas, Gary Martin, Thea White en Lorelei King.

## Titel
Hoewel de titel eenvoudigweg Mr. Bean is, verwijzen sommige omroepen en mediaproducenten naar het feit dat het om een geanimeerde tekenversie gaat. Disney Channel in Zuidoost-Azië refereert aan de serie als "Mr. Bean - The Animated Series" en naar de originele versie als "Mr. Bean - Live Action Series". De Duitse versie, vertoond op de zender Super RTL, gaf de serie de titel "Mr. Bean - Die Cartoon-Serie".

## Personages
- Mr. Bean: het hoofdpersonage van de serie, die, net als de echte versie, zeer onhandig is en veel problemen veroorzaakt, die hij dan op zijn eigen komische manier oplost.
- Teddy: het schriele teddybeertje van Mr. Bean.
- Irma Gobb: de vriendin van Mr. Bean. Hoewel ze in de originele versie meestal gefrustreerd is om het onhandige optreden van haar vriend, is Irma in de animatieserie eerder een vrouwelijke versie van Bean.
- Lottie: het teddybeertje van Irma. Het beertje is een meisjesversie van teddy. Ze draagt een roze strik en een roze rok.
- Mrs. Wicket: de oude, strenge en irriterende hospita van Bean. Ze heeft een kat : Scrapper. Bean woont op de eerste verdieping en Mrs. Wicket op het gelijkvloers.
- Scrapper: de rossige en gemene kat met één oog van Mrs. Wicket.
- Harry: een voormalige schoolvriendje uit de kleuterklas van Mr. Bean, die enkel in de aflevering The Visitor (De Bezoeker) opduikt. Harry is vrij corpulent, omdat hij zeer veel en veel te snel eet. Hij stopt nooit met schransen en eet zo de hele koelkast van Mr. Bean leeg.

## Nederlandse versie
In 2010 kwam Nickelodeon met een Nederlandse versie. Dit was al eerder te zien op de Vlaamse kinderzender Ketnet. In deze versie praat Mr. Bean met ongeveer dezelfde stem, maar dan in het Nederlands.
- Mr. Bean - Reinder van der Naalt
- Irma -  Limon Leeuwen
- Mrs. Wicket - Maria Lindes
- Harry - (onbekend)

De Nederlandse versie wordt ingesproken bij Creative Sounds BV.

## Afleveringen (seizoen 1)
Het eerste seizoen van de animatieserie bestaat uit 26 afleveringen, elk opgesplitst in 2 delen (ca. 10 minuten per deel) met een afzonderlijke titel:
| #  | Engelse titel                         | Nederlandse titel                                      | Opmerkingen                               |
| -- | ------------------------------------- | ------------------------------------------------------ | ----------------------------------------- |
| 1  | In The Wild & Missing Teddy           | In de wildernis & Teddy vermist                        | 1e aflevering met mrs. wicket en scrapper |
| 2  | No Parking & Bean's Bounty            | Geen parkeerplaats & Beans gulle gift                  |                                           |
| 3  | Artful Bean & The Fly                 | De artistieke Bean & De vlieg                          |                                           |
| 4  | Mime Games & Spring Clean             | Mimespelletjes & De lenteschoonmaak                    |                                           |
| 5  | No Pets & Ray Of Sunshine             | Geen huisdieren toegelaten & Een straaltje zonneschijn |                                           |
| 6  | Roadworks & The Sofa                  | Wegwerkzaamheden & De nieuwe sofa                      |                                           |
| 7  | Camping & Chocks Away                 | Kamperen & Alle remmen los                             |                                           |
| 8  | Royal Bean & Young Bean               | Koning Bean & De jonge Bean                            |                                           |
| 9  | In The Pink & Dinner For Two          | In het roze & Diner voor twee                          |                                           |
| 10 | The Ball & Toothache                  | De bal & Tandpijn                                      |                                           |
| 11 | Haircut & Neighbourly Bean            | Naar de kapper & Vervelende buren                      |                                           |
| 12 | Nurse! & Dead Cat                     | Verpleegster, graag! & Dode kat                        |                                           |
| 13 | Super Trolley & Magpie                | Winkelen & De ekster                                   |                                           |
| 14 | Cat-Sitting & The Bottle              | Kat-Sitten & De fles                                   |                                           |
| 15 | Goldfish & Inventor                   | De goudvis & Uitvinder Bean                            |                                           |
| 16 | Hot Date & Wanted                     | Een heet afspraakje & Gezocht                          |                                           |
| 17 | Art Thief & Scaredy Bean              | De kunstdief & Opgejaagde Bean                         |                                           |
| 18 | Car Trouble & Restaurant              | Autopech & Het restaurant                              |                                           |
| 19 | Gadget Kid & The Visitor              | Gadgetkindje & De bezoeker                             |                                           |
| 20 | Big TV & Keyboard Capers / The Piano  | De grote TV & De piano                                 |                                           |
| 21 | Bean In Love & Double Trouble         | Bean is verliefd & Dubbele problemen                   |                                           |
| 22 | A Royal Makeover & Super Marrow       | Een koninklijke gedaanteverandering & Super pompoen    |                                           |
| 23 | Birthday Bear & The Mole              | Teddy's verjaardag & De mol                            |                                           |
| 24 | Treasure! & Homeless                  | De Schat! & Dakloos                                    |                                           |
| 25 | Egg & Bean & Hopping Mad              | Ei & Bean & Gek springen                               |                                           |
| 26 | A Grand Invitation & A Running Battle | De majestueuze uitnodiging & Een slag aan de gang      |                                           |

## DVD
De serie werd uitgebracht op DVD door A&E Television Networks in regio 1, en door Universal Pictures in regio 2.

### Regio 1
| Naam van de dvd                                                       | Aantal afleveringen | Datum van uitgave |
| --------------------------------------------------------------------- | ------------------- | ----------------- |
| Mr. Bean - The Animated Series, Vol. 1: It's Not Easy Being Bean      | 5                   | 30 september 2003 |
| Mr. Bean - The Animated Series, Vol. 2: Bean There, Done That         | 4                   | 30 september 2003 |
| Mr. Bean - The Animated Series, Vol. 3: Whatever Will Bean, Will Bean | 5                   | 30 maart 2004     |
| Mr. Bean - The Animated Series, Vol. 4: It's All Bean To Me           | 4                   | 30 maart 2004     |
| Mr. Bean - The Animated Series, Vol. 5: Grin & Bean It                | 4                   | 28 september 2004 |
| Mr. Bean - The Animated Series, Vol. 6: The End Justify The Beans     | 4                   | 28 september 2004 |

### Regio 2
| Naam van de dvd                                                  | Aantal afleveringen | Datum van uitgave |
| ---------------------------------------------------------------- | ------------------- | ----------------- |
| Mr. Bean - The Animated Series, Vol 1: Eight Amazing Adventures  | 8                   | 29 augustus 2005  |
| Mr. Bean - The Animated Series, Vol 2: Eight Exciting Escapades  | 8                   | 27 maart 2006     |
| Mr. Bean - The Animated Series, Vol 3: Eight Terrific Tales      | 8                   | 31 juli 2006      |
| Mr. Bean - The Animated Series, Vol 4: Seven Smashing Stories    | 7                   | 13 november 2006  |
| Mr. Bean - The Animated Series, Vol 5: Eight Essential Escapades | 8                   | 19 maart 2007     |
| Mr. Bean - The Animated Series, Vol 6: Eight Sticky Scrapes      | 8                   | november 2007     |
| Mr. Bean - The Animated Series, Vol 7: Five Exciting Stories     | 5                   | herfst 2008       |

### Regio 4 (Australië)
Er zijn slechts 2 delen uitgebracht in Australië:
- Mr. Bean: Eight Smashing Adventures (uitgebracht op 23 augustus 2004)
- Mr. Bean: Eight Exciting Escapades (uitgebracht op 5 juli 2007)